# Титовская сопка
Тито́вская Со́пка — горный массив, ценная природно-историческая территория, комплексный геологический памятник природы местного статуса значения (палеонтологический, петрографический и геоморфологический типы по научной классификации объектов геологического наследия). Расположена на юго-западной окраине города Чита в районе стрелки рек Ингода и Чита.

## Географическое описание
Титовская Сопка представляет собой пермско-раннетриасовый стратовулкан Ингодинно-Читинского вулканического ареала. Для Титовской Сопки характерен вулканский взрывной тип извержения, лавы среднеосновного состава, потоки трахитов, трахиандезитов, базальтов, преобладание кластолав некков с вулканическими бомбами, полное отсутствие шлаков и большое количество рыхлого туфового материала.
Стратовулкан сложен в основном потоками трахитов, трахилиолитов, трахиандезитов, кластоплавами трахитов(ширина потоков до 100м) с редкими горизонтами базальтов (ширина потоков до 20м), относимых к тамирской серии. В южных скалистых разрезах Титовской Сопки преобладают кластоплавы с вулканическими бомбами до 2 м в диаметре. Установлены потоки трахириолитов с вертикальной флюидальностью, подчеркивающей движения лавы в подводящем канале вулкана (ширина свыше 50 м). Там же, среди потоков лав черных базальтов (шириной от 1,8 до 30 м) отмечаются дайка пегматита (ширина 7 м) и тело сиенит-порфиров (ширина 18 м), залечивших паразитический некк вулкана. Восточные склоны слагают потоки трахибазальтов, трахитов, переслаивающиеся с кластоплавами и витрокристаллическими туфами (ширина потоков 5-10 м). по левому борту распадка Логовой карьером вкрываются трахибазальты с некком, выполненным сиенит-порфирами (ширина свыше 50 м). Особенностью сиенит-порфиров является массовое развитие по трещинам разнообразных «папоротникоподобных» кустистых дендритов окислов марганца и железа размерами 20-30 см, а также множество трещин, микроразломов с амплитудой смещения до 20 см. На северных отрогах Титовской Сопки среди кластолав трахитов обнаружены горизонты желто-серых массивных туфов с вторичными синеватыми образованиями типа вивианита. Напротив смотровой площадки вдоль Московского тракта в дорожном карьере вскрывается ещё один паразитический некк, залеченный сиенит-порфирами.
В юго-западной части массива по крутому распадку выше скалистого прижима реки Ингода установлен контакт — налегание лав трахитов на палеозойские лейкократовые граниты. На южных скалах имеется площадка высотой около 50 м сохранившейся цокольной террасы Праингоды с маломощным аллювием. Долина реки Ингода в районе южных склонов относится к антецедентному типу.

## Палеонтологические находки
В 1960—1963 годах М. П. Безверхний и М. Б. Звонкова обнаружили на северных окраинах Титовской Сопки в песчано-суглинковых отложениях остатки бивней мамонтов, локтевую кость волосатого (шерстистого) носорога, фрагменты скелета лошади, относимых к среднему—позднему плейстоцену. В 1967 Е. И. Корнутовой в районе мелькомбината найден зуб бизона. В 1991 студентом горного факультета ЧитПИ И. В. Котельниковым на северо-западных окраинах Титовской Сопки собраны многочисленные зубы лошадок. Палеонтологические находки позвоночных выбраны полностью, поэтому палеонтологический памятник Титовская Сопка относится к разряду уничтоженных и включен в состав Геологической Красной книги Забайкалья.

## Археология

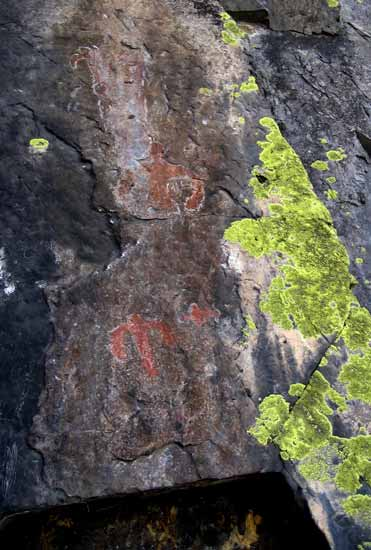
Петроглифы на скалах на берегу Ингоды

Первые сборы каменных орудий на Титовской Сопке проводили директор ЧОКМ А. К. Кузнецов, сотрудник этого музея А. И. Махалов и этнолог, учитель Е. И. Титов. В 1950 А. П. Окладников собрал древние артефакты на территории психоневрологической больницы. В 1952 году он же открыл, а в дальнейшем проводил раскопки мастерской каменного века, раскрыв картину заготовки и первоначальной обработки каменного сырья. По определению В. Ф. Петруня, основным видом сырья были микролавобрекчии.
С 1966 И. И. Кирилловым проводилось изучение древних поселений Сухотино. Наибольший интерес представляет Сухотино-4, где в отложениях сартанского оледенения открыта серия культурных горизонтов с жилищами эпохи верхнего палеолита. Обитатели жилищ использовали каменные, костяные и вкладышевые орудия. Они вели охоту на мамонта, носорога, северного и благородного оленей, бизона, сайгу, джейрана, винторогую антилопу и др. Здесь же обнаружена скорлупа яиц азиатского страуса.
На склонах Титовской Сопки известны 4 пункта с древними наскальными рисунками. Два первых пункта были обнаружены в 1950-х годах А. П. Окладниковым, это Титовская Сопка и Сохатиный Камень. Другие памятники с древним искусством — Сухотино 13 и Ущелье.Также известны погребения от эпохи бронзы до средневековья. В некоторых погребениях найдены золотые и серебряные вещи. На юго-западном склоне горы изучено русское поселение Засопошное, обитаемое в конце XVII — 1-й половины XIX века. По данным П. С. Палласа, жители поселения сооружали плоты для сплава по реке Ингода, Шилка и Амур. На поселении — остатки бревенчатых домов и кузнечно-гончарной мастерской. В дальнейшем, в связи с размывом склона, поселение перенесено на соседний участок (село Засопка).
Памятники археологии Титовской Сопки постоянно подвергаются халатному отношению со стороны местных властей, коммерческих предприятий и населения. Волонтеры, ученые и студенты уже более 30 лет ведут борьбу за сохранение уникальных памятников археологии и природы.
С середины мая 2023 года началась работа по определению особо охраняемой природной территории, что должно позволить создать на территории Титовской сопки туристическую зону. Планируется строительство этнолого-археологического парка в районе Сухотинского комплекса памятников. Для этого будут расчищать Сухотино-4 для музеефикации жилищного палеолитического комплекса. Кроме этого, после расконсервации для посетителей сделают экотропу. Музей под открытым небом будет функционировать в формате научно-учебного стационара.

## Исторические события
Особый интерес на Титовской Сопке представляет террасовидный цокольный мыс, примыкающий к северо-западному склону, опоясываемый Московским трактом. На мысе находилась могила солдата-каторжника из восставшего лейб-гвардии Семеновского полка (1820). Декабрист М. С. Лунин в 1827-30 установил на могиле массивный лиственничный крест, запечатленный акварелями декабриста Н. А. Бестужева и сохранявшийся до 1860-х.

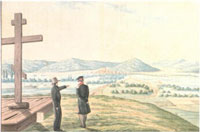
Сопка близ Читы с могилой неизвестного солдата — участника восстания Семеновского полка

В 1998 на этом месте епископом Читинским и Забайкальским Иннокентием торжественно освящен чугунный крест. В 2002 году на месте креста возведена часовня Святого Александра Невского.
В 1906 на склоне Титовской Сопки были расстреляны руководители Читинской республики А. А. Костюшко-Валюжанич (Григорович), И. А. Вайнштейн, Э. В. Цупсман, П. Е. Столяров. В 1926 в память об этом трагическом событии установлен памятник.

## Современное состояние
Пологие участки склонов Титовской Сопки заняты окраинными кварталами г. Чита, более высокие — картофельными участками. На западном склоне находится читинское кладбище № 2. Лес на горе в значительной степени вырублен, отчего возникло искусственное остепенение. В 1960-х предпринимались попытки лесопосадок, заслуживающие продолжения. До 1993 на Титовской Сопке размещались коллекции растений Забайкальского ботанического сада.

## Галерея

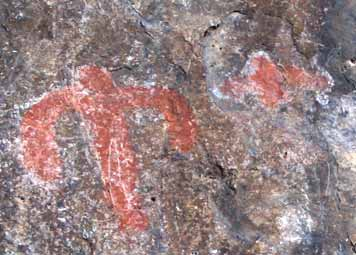
Изображение зооантропоморфа
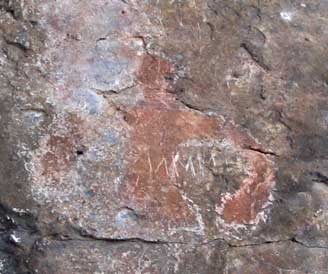
Антропоморфное изображение
Часовня св. Александра Невского
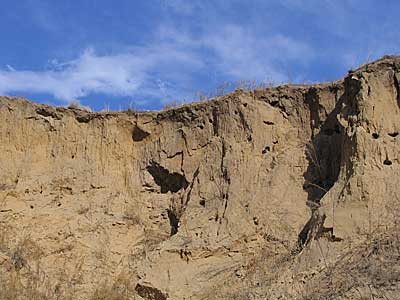
Место раскопок поселения Сухотино-4
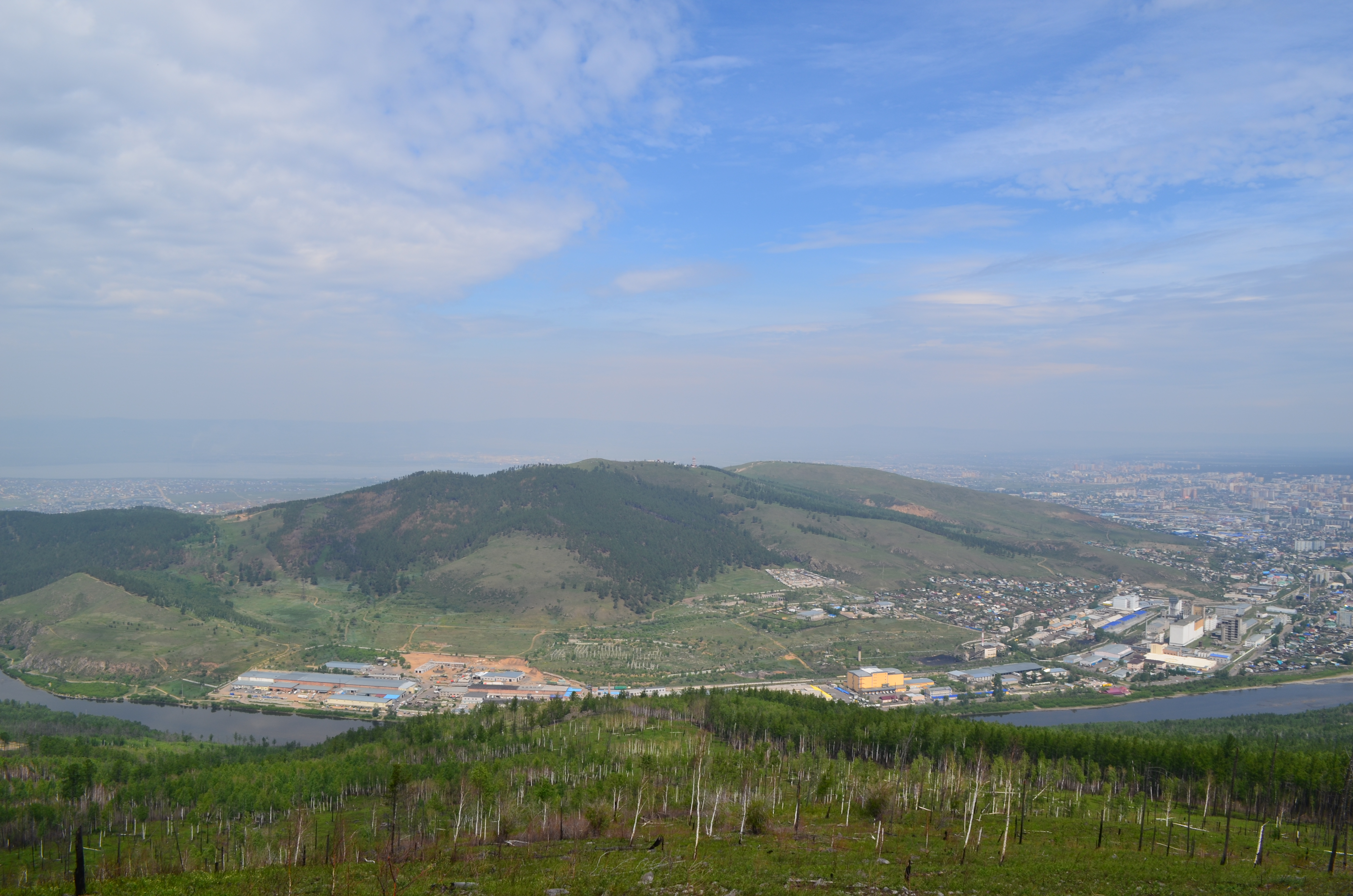
Вид на Титовскую сопку с безымянной сопки 1045 м

## Титовская сопка в культуре
Песня Леонида Воробьёва «Что там за Титовской сопкой мама»